# Prvi švedski križarski rat
Prvi švedski križarski rat (švedski:Första svenska korståget) bio je vjerojatno mitski vojni pohod oko 1150. koji se tradicionalno smatra kao švedskim osvajanjem Finske prilikom čega su poganski Finci prešli na kršćanstvo. Prema legendi, križarski rat je vodio kralj Erik IX. Sveti. Biskup Henrik Uppsalski ga je ostao pratiti u Finskoj gdje će kasnije umrijeti mučeničkom smrću.
Znanstvenici raspravljaju je li se taj križarski rat uopće dogodio. Nikakvi arheološki podatci ne podupiru, a nikakvi preživjeli pisani izvori ne opisuju Finsku pod švedskom vlašću prije kraja 1240-tih. Nadalje, biskupija i biskup Finske nisu navedeni među svojim švedskim kolegama prije 1250-tih. 
U to vrijeme, vodđenje leiðangra je bila odgovornost jarla (prijestolonasljednika). To je dovelo do teorije da je Eric vodio ekspediciju prije nego što je postao kralj ili pretendent na prijestolje. Legende ne daju godinu ekspedicije, a pokušaji da se datiraju točno u godinu dana tijekom 1150-tih su nagađanja nastala mnogo kasnije. Sve što se zna o kralja Ericu i biskupu Henriku jest da su najvjerojatnije držali važne položaje u Švedskoj neko vrijeme sredinom 12. stoljeća.
Švedski biskup obično uključen u istočne vojne pohode bio je biskup Linköpinga, a ne biskup Uppsale. 
Sredina 12. stoljeća je bilo vrlo nasilno vrijeme u sjevernom Baltičkom moru, s Fincima i Švedanima u čestim sukobima s Novgorodom. Ondje je mogla biti švedska vojna ekspedicija protiv Finske. U Novgorodskom prvom ljetopisu postoji priča da su godine 1142. švedski "princ" i biskup u pratnji flote od 60 brodova opljačkali samo tri novgorodska trgovačka broda negdje "s druge strane mora", očito nakon nečeg mnogo važnijeg.